# Nanorör

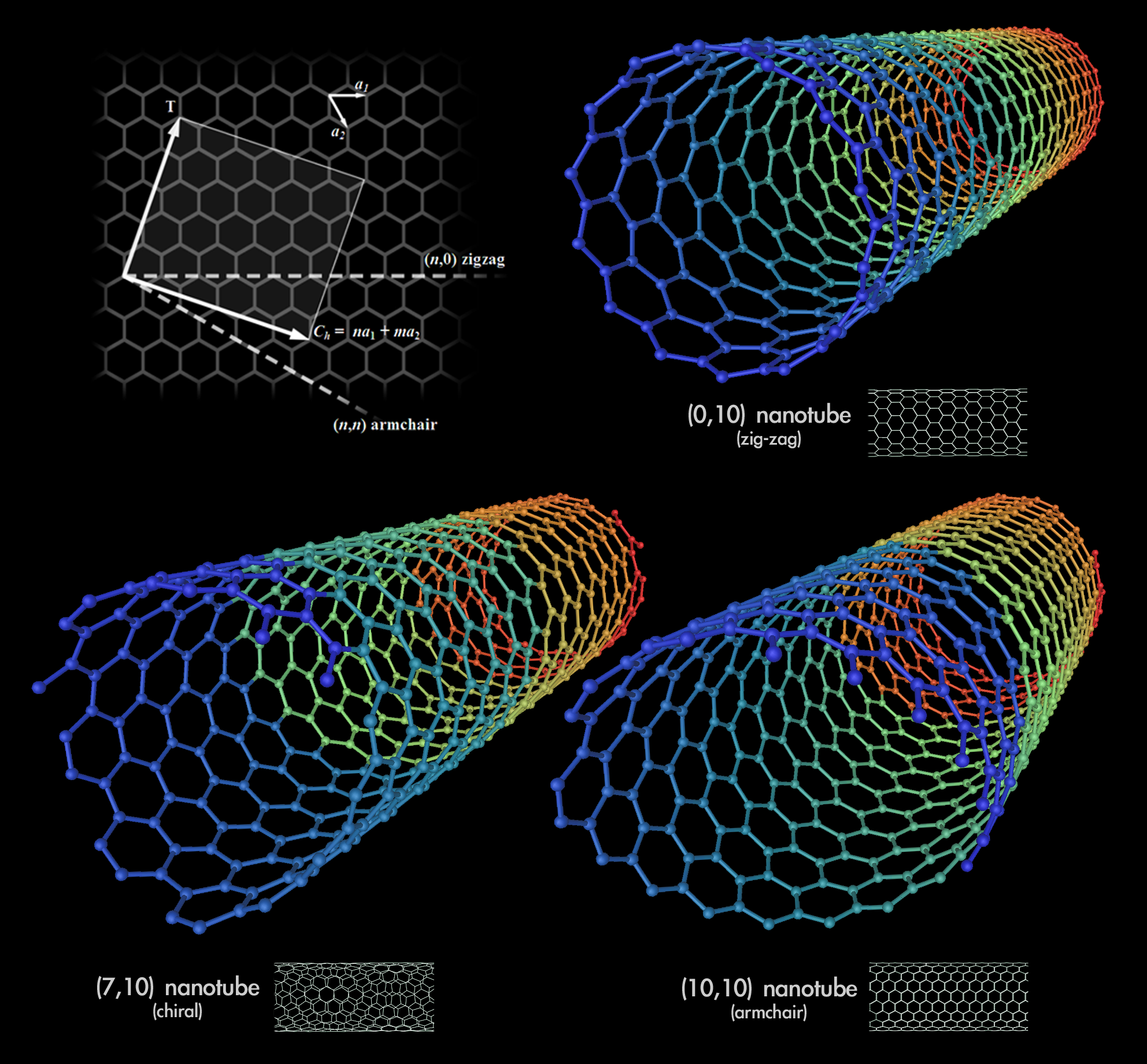
Olika typer av kolnanorör

Nanorör är en cylinderformad struktur som är endast några nanometer i diameter. Användningsområden är allt från läkemedelstransport till material för elektroniska komponenter.

## Olika typer av nanorör
- BCN nanorör[1]
- Bornitrid nanorör[2]
- Kolnanorör[3]
- DNA nanorör[4]
- Galliumnitrid nanorör[5]
- Kiselnanorör[6]

- Membran nanorör eller Tunneling nanorör[7]

## Kolnanorör
Kolnanorör är av grundämnet kol, skapat av ett hoprullat grafenlager och utgör en del av nanoteknologin. Kolnanorören är uppbyggda av sexkantiga strukturer som bildar ett rör i en nanometers storlek i diameter. Bindningen i strukturen gör den starkare än diamant och lonsdaleit, vilket gör grafen till det starkaste existerande materialet, samtidigt som det har bättre värmeisolerande förmåga än diamant. Beroende på strukturen kan kolnanorören vara elektriska ledare eller halvledare. De ledande varianterna är 1000 gånger bättre än koppar, vilket tillsammans med den goda isolationsförmågan gör materialet utmärkt inom elektronik. Även som byggmaterial är det väldigt användbart eftersom det är betydligt mycket starkare och lättare än stål. Det är även lättare än bomull. De används också i en ny slags bildskärmsteknologi som kallas OLED (Organisk ljus-emitterande diod) och lyser när el går igenom dem.

### Historik
År 1991 upptäckte en japansk forskare små rör av kol som var ungefär en miljondels meter långa och en tiotal miljarddels meter i diameter, som visade sig vara starkare och styvare än något annat känt material. Dessa kolrör är oftast så små att vi inte kan se dem enskilt och deras storlek mäts därför i nanometer (nm), vilket är miljarddels meter. Måttet kan jämföras med en typisk atom som är 0,2 nm. Rören som den japanska forskaren upptäckte var alltså cirka 1000 nm långa och 10 nm i diameter.